# Sphaerophysa dianchiensis
Sphaerophysa
Genre
Espèce
Statut de conservation UICN

 CR  : 
En danger critique
Sphaerophysa dianchiensis, unique représentant du genre Sphaerophysa, est une espèce de poissons d'eau douce téléostéens de la famille des Nemacheilidae (ordre des Cypriniformes). C’est une espèce de « loches franches » endémiques de Chine.

## Répartition
Ce poisson est endémique de Chine. Il n'est présent que dans le lac Dianchi mais pourrait se rencontrer également dans les sources et affluents de ce lac où l'environnement est de meilleure qualité.
Cette espèce est classée "en danger critique" sur la liste rouge de l'Union internationale pour la conservation de la nature (UICN).

## Systématique
Le nom valide complet (avec auteur) de ce taxon est Sphaerophysa dianchiensis Cao (d) & Zhu (d), 1988.

### Étymologie
Le nom générique, Sphaerophysa, dérive du grec ancien σφαῖρα, sphaí̄ra, « boule, sphère », et φύσα, phýsa, « vessie », fait se référence aux deux moitiés de vessie gazeuse fusionnées en une seule de forme plus ou moins sphérique.
Son épithète spécifique, composée de dianchi et du suffixe latin -ensis, « qui vit dans, qui habite », lui a été donnée en référence à sa localité type, le lac Dianchi, à proximité de la ville de Kunming (capitale de la province du Yunnan).

### Publication originale
- (zh + en) Wen-Xuan Cao et Song-Quan Zhu, « [A new genus and species of Nemacheilinae from Dianchi Lake, Yunnan Province in China (Cypriniformes: Cobitidae)] », Acta Zootaxonomica Sinica, Chine, vol. 13, no 4,‎ octobre 1988, p. 405-408 (ISSN 1000-0739).